# ماجراهای دن خوان
ماجراهای دن خوان (انگلیسی: Adventures of Don Juan) یک فیلم به کارگردانی وینسنت شرمن است که در سال ۱۹۴۸ منتشر شد.